# بام فيريس
بام فيريس (بالإنجليزية: Pam Ferris)‏ مواليد 11 مايو 1948 في هانوفر، سكسونيا السفلى، ألمانيا، هي ممثلة ألمانية بدأت مسيرتها الفنية عام 1971.

## الأعمال
- أجاثا كريستي ماربل
- هاري بوتر وسجين أزكابان
- أطفال الرجال
- الغراب
- ماتيلدا

## وصلات خارجية
- بام فيريس على موقع IMDb (الإنجليزية)
- بام فيريس على موقع روتن توميتوز (الإنجليزية)
- بام فيريس على موقع ألو سيني (الفرنسية)
- بام فيريس على موقع ميوزك برينز (الإنجليزية)
- بام فيريس على موقع أول موفي (الإنجليزية)
- بام فيريس على موقع قاعدة بيانات الأفلام السويدية (السويدية)
- بام فيريس على موقع إن إن دي بي (الإنجليزية)
- بام فيريس على موقع ديسكوغز (الإنجليزية)
- بام فيريس على موقع قاعدة بيانات الفيلم (الإنجليزية)
- بام فيريس على موقع كينوبويسك (الروسية)